# Morro do Palácio
Morro do Palácio é uma favela situada no bairro do Ingá, em Niterói, RJ.
A favela é a única situada do bairro do Ingá, na Zona Sul de Niterói estando próxima ao MAC, e dois museus do bairro, o Antonio Parreiras e Janete Costa. A favela possui uma saída para o bairro da Boa Viagem, proximo do MAC.
Como a maioria das favelas do Estado do Rio de Janeiro, a comunidade sofre com o trafico de drogas e armas, e o controle de uma facção criminosa na região, a A.D.A (Amigos dos Amigos). 